# Oleg Zoteyev
Oleg Zoteyev (Tashkent, 5 luglio 1989) è un calciatore uzbeko, difensore dell'Andijon.

## Carriera

### Club
Ha giocato nella prima divisione uzbeka.

### Nazionale
Ha esordito in nazionale nel 2012.

## Palmarès

### Club

#### Competizioni nazionali
- Campionato uzbeko: 6

Bunyodkor: 2008, 2009, 2013
Lokomotiv Tashkent: 2016, 2017, 2018
- Coppa dell'Uzbekistan: 6

Bunyodkor: 2008, 2012, 2013
Lokomotiv Tashkent: 2016, 2017, 2019
- Supercoppa dell'Uzbekistan: 2

Lokomotiv Tashkent: 2015, 2019